# Herbert Hunger (Regisseur)
Herbert Otto Hunger (* 17. Januar 1923 in Wurzen; † 17. Juni 2005) war ein deutscher Filmregisseur, Trickfilmzeichner, Drehbuchautor, Maler und Kartograph.
Hunger gilt als international anerkannter Trickfilmpionier der Nachkriegszeit. Er arbeitete alleine und mit namhaften Regisseuren wie Wolfgang Urchs (T.C.-Trickfilmstudio München; Oberhausener Manifest), Curt Linda (Linda-Film München), Norbert Handwerk (Insel-Film GmbH München), Hans-Heinrich Kahl, Georg Zauner, Rudolf Pfenninger (Experimente mit gezeichneter Tonspur). Sein Genre umfasste Kurzfilme, speziell Trickfilme, sowie medizinische Dokumentationsfilme und Werbespots.

## Leben
Herbert Hunger, als zweiter Sohn des Wurzener Bildhauers Arthur Hunger geboren, überlebte als Kartograph den Zweiten Weltkrieg.
Zusammen mit seiner Frau Rita studierte er nach dem Zweiten Weltkrieg in Kassel in der damals ausgebombten „Alten Akademie für Kunst“ (heute Kunsthochschule Kassel), in der 1951 ihr Sohn Michael geboren wurde und die ersten vier Jahre in dieser, nur unter Kunststudenten, aufwuchs.
1955 zog Herbert Hunger mit seiner Familie nach Göttingen und lernte Hans-Jürgen Priebe kennen, dem er seinen allein gefertigten Film „Knalleidoskop“ zeigte; dieser bot sich an, offiziell als Produzent aufzutreten. Auffällig an dem Œuvre ist die humorvolle Art in Form einer satirischen Groteske und die Herangehensweise durch das Entwickeln von Fotogrammen. Für seinen ersten deutschen Trickfilm „Knalleidoskop“ (1959) gewann Herbert Hunger auf der Berlinale den Silbernen Bären. „Knalleidoskop“ wurde international anerkannt und erhielt 1960 eine Auszeichnung durch den Bundesinnenminister.
Der Regisseur Georg Zauner holte Herbert Hunger nach München, da sich die Filmindustrie zusehends nach München verlagerte und Göttingen 1961 das Ende einer Filmzeit-Ära erlebte. Es folgten etliche Kurzanimations- und Dokumentarfilme wie medizinische Lehrfilme und Werbespots wie Waschmittelwerbefilme. Die berühmte erste fenjala-Werbung in der gläsernen Badewanne der Insel-Film GmbH München lief unter seiner Regie, zusammen mit seinem Sohn Mic Hunger.
Herbert Hunger war in den 1970er Jahren der Leiter der Trickfilmabteilung der Insel-Film GmbH. Dort prägte er zu einem erheblichen Teil die Ästhetik des Sachtricks zu jener Zeit. Insel-Film war neben Kruse-Film München einer der Hauptlieferanten von Werbefilmen für das Fernsehen.

## Filmografie (Auswahl)
- 1959: Knalleidoskop (Regie, Drehbuch, Animation); Produktion: Hans-Jürgen Priebe; Auszeichnung: Silberner Bär
- 1959: Pulsschlag der Meere (Regie mit Georg Zauner; Göttinger Filmproduktion: Hans-Heinrich Kahl); Auszeichnung: FBW 59, Prädikat: wertvoll
- 1960: Das Paradoxion (Regie, Drehbuch; Entwürfe von Mic Hunger; Produktion: Hans-Heinrich Kahl)
- 1964: Ewiger Wandel (Regie mit Hans-Heinrich Kahl; Göttinger Filmproduktion)
- 1967: Kanone zu verkaufen (Trickzeichnung und Kamera; Produktion: Hans-Jürgen Priebe)
- 1974: Kommunikatien (Regie, Animation; Produktion: T.C.-Trickstudio München)[5]
- 1976: Das Piratenschiff (Animation und Regie): Ein Film von Guillermo Mordillo.
- 1979: Das Ei des Herrn C. (Regie mit Sylvia Kekulé und Wolfgang Urchs; Produktion: T.C.-Trickstudio Rudolf & Urchs OHG)